# Criminal Minds (serie de televisión surcoreana)
Criminal Minds (hangul: 크리미널 마인드, RR: Keurimineol Maindeu), es una serie de televisión surcoreana transmitida del 26 de julio del 2017 hasta el 28 de septiembre del 2018 medio de la cadena tvN.
La serie fue la versión coreana de la popular serie norteamericana Mentes criminales.

## Historia
La serie se centra en un grupo de perfiladores e investigadores altamente capacitados de diversas ramas de criminología del Departamento Nacional de Investigación Criminal (NCI), que investigan casos desde la perspectiva del criminal, realizando el análisis de las características psicológicas y de comportamiento de la persona, con el fin de resolver el crimen y atrapar a los responsables.
El drama comienza un año después de que un error crucial resulta en que una bomba detonara en un hospital, matando a varios oficiales de SWAT y dejando sacudida la confianza del líder del equipo del NCI, Kang Ki-hyung, cuando regresa al trabajo después de un largo descanso, se ve inmediatamente involucrado en un caso de asesinato en serie que requiere que el equipo del NCI colabore con la Unidad de Delitos Violentos de la agencia de policía local.
Pronto Ki-hyung se encuentran con el temperamental oficial de policía Kim Hyun-joon, que parece tener un amargo resentimiento contra Ki-hyung, ya que él fue parte del equipo SWAT que participó en el intento de detener la bomba del hospital un año antes y donde perdió a su mejor amigo Choi Sang-hyun.

## Reparto

### Personajes principales[1]
| Actor                     | Personaje                                    | Ocupación                                                 | Episodios | Ref.  |
| ------------------------- | -------------------------------------------- | --------------------------------------------------------- | --------- | ----- |
| Son Hyun-joo              | Kang Ki-hyung                                | Agente Especial y Líder de la Unidad                      | 20        |       |
| Lee Joon-gi Kang Yi-seok  | Kim Hyun-joon Kim Hyun-joon (de adolescente) | Agente / ex-Detective y exagente SWAT                     | 20        |       |
| Go Yoon                   | Prof. Lee Han                                | Agente Especial y Analista Psicológico                    | 20        | [ 2 ] |
| Lee Sun-bin               | Yoo Min-young                                | Agente Especial y Encargada de los Medios de Comunicación | 20        |       |
| Moon Chae-won Jeong Ye-in | Ha Seon-woo Ha Seon-woo (de adolescente)     | Agente y Analista de comportamiento                       | 20        |       |
| Yoo Sun                   | Na Na-hwang                                  | Técnica Informática                                       | 20        |       |

### Personajes recurrentes
| Actor           | Personaje     | Ocupación                  | Episodios | Ref.        |
| --------------- | ------------- | -------------------------- | --------- | ----------- |
| Newsun          | Choi Na-young | Hermana Menor de Sang-hyun | 2         | [ 3 ] [ 4 ] |
| Kim Kang-hoon   | Kim Han-byul  | Hijo de Ki-hyung           | 2         |             |
| Hwang Bo-mi     | -             | Reportera                  | -         |             |
| Park Geun-hyung | Kwon Sang-ho  | Comisionado en Jefe        | -         |             |
| Hong Ji-yoon    | Park In-hye   | Víctima de secuestro       | -         | [ 5 ] [ 6 ] |
| Ji Min-hyuk     | -             | -                          | -         |             |
| Son Jong-bum    | -             | -                          | -         |             |

### Otros personajes
| Actor                    | Personaje                      | Ocupación                      | Episodios | Duración |
| ------------------------ | ------------------------------ | ------------------------------ | --------- | -------- |
| Choi Ki-soo              | Kang Chi-hwan                  | -                              | -         | 2017     |
| Jo Sang-woong            | Choi Hyung-jin                 | -                              | -         | 2017     |
| Park Han-sol             | Son Na-kyung                   | -                              | -         | 2017     |
| Yoon Song-ah             | Choi Yoo-rim                   | -                              | 18        | 2017     |
| Yang Ji-soo              | Kim Jae-suk                    | -                              | 18        | 2017     |
| Moon Hyung-joo           | Hong Sang-mi                   | Detective                      | 18        | 2017     |
| Song Hong-il             | Oh Joo-wan                     | -                              | 18        | 2017     |
| Yang Seung-han           | Kim Hyung-soo                  | -                              | 18        | 2017     |
| Han Eun-sun              | Han Na-young                   | -                              | 18        | 2017     |
| Noh Ji-yoo               | Park Ji-sun                    | -                              | -         | 2017     |
| Shin Da-won              | Han Ji-young                   | -                              | -         | 2017     |
| Changjo                  | -                              | Joven Empleado                 | -         | 2017     |
| Go Yi-gun                | Kang Dong Joon / Kang Dong Min | -                              | -         | 2017     |
| Park Sung-il             | Gong Hyung-kyu                 | -                              | -         | 2017     |
| Shin Dam-soo             | Jung Do-il                     | -                              | -         | 2017     |
| Heo Dong-won             | Hwang In-chul                  | -                              | -         | 2017     |
| Han So-young             | Kang Ji-yun                    | -                              | -         | 2017     |
| Park Seo-young           | Hong Hye-in                    | -                              | -         | 2017     |
| Im Chae-yun              | Park Song-yi                   | -                              | -         | 2017     |
| Yoon Seo-in              | Lee Yoo-jin                    | -                              | -         | 2017     |
| Kim Young-sun            | -                              | Madre de Song-yi               | -         | 2017     |
| Kim Kyung-ryong          | -                              | Padre de Yoo-jin               | -         | 2017     |
| Sul Ji-yoon              | -                              | Madre de Yoo-jin               | -         | 2017     |
| Kim Jin-ho               | -                              | Padre de Hye-in                | -         | 2017     |
| Lee Jin-mok              | -                              | Detective                      | -         | 2017     |
| Park Choong-sun          | Ji Soo-chul                    | -                              | -         | 2017     |
| Ahn Seung-hwan           | Kim Tae-joon                   | -                              | -         | 2017     |
| Kim Kwon                 | Kang Ho-young                  | -                              | 7         | 2017     |
| Kim Hee-jin              | Go Young-min                   | -                              | 7         | 2017     |
| Park Si-eun              | Mo Ji-eun                      | Primer Amor de Hyun-joon       | -         | 2017     |
| Gong Jung-hwan           | Jo Young-hoon                  | -                              | -         | 2017     |
| Kim Ho-jung              | Ahn Yeo-jin                    | -                              | -         | 2017     |
| Lee Yong-nyeo            | -                              | Madre de Ahn Yeo-jin           | -         | 2017     |
| Choi Hong-il             | -                              | Oficial de la Prisión          | -         | 2017     |
| Park Ha-won              | -                              | -                              | -         | 2017     |
| Kim Woo-rin              | Han Seung-hee                  | -                              | -         | 2017     |
| Hong Sung-duk            | Mr. Lee                        | Jefe                           | -         | 2017     |
| Park Hyeon-sook          | Oh Soon-young                  | -                              | -         | 2017     |
| Jung Joon-won            | Kim Jin-woo                    | -                              | -         | 2017     |
| Lee Han-seo              | Hwang Yoon-ah                  | -                              | -         | 2017     |
| Kim Do-yeon              | -                              | Madre de Yoon-ah               | -         | 2017     |
| Lee Yoon-mi              | Lee Sang-hee                   | -                              | -         | 2017     |
| Yoon Sang-hoon           | Jang Jin-hwan                  | -                              | -         | 2017     |
| Yoo Eun-mi               | -                              | Víctima                        | -         | 2017     |
| Song Seung-hwan          | Kim Hee-jae                    | -                              | -         | 2017     |
| Nam Myung-ryul           | Yoon Hee-chul                  | -                              | 7-8       | 2017     |
| Jo Han-chul              | Jang Ki-tae                    | -                              | 7-8       | 2017     |
| Chae Min-hee             | Hwang Min-young                | -                              | 7-8       | 2017     |
| Shin So-hyun             | Jang Ji-young                  | -                              | 7-8       | 2017     |
| Lee Da-young             | Jang Ji-soo                    | -                              | 7-8       | 2017     |
| Kwon So-hyun             | Kwon Soo-jin                   | -                              | 6-7       | 2017     |
| Im Soo-hyang Park Ga-ram | Song Yoo-kyung                 | -                              | 6-7       | 2017     |
| Kim Seo-kyung            | Kang Jae-duk                   | -                              | 6-7       | 2017     |
| Lee Gyu-bok              | -                              | -                              | 6-7       | 2017     |
| Goo Gun-min              | Ha Eun                         | -                              | 5-6       | 2017     |
| Kim Se-dong              | Mr. Jung                       | Profesor                       | 5-6       | 2017     |
| Yoo Sang-jae             | -                              | Líder de la Fuerza Especial    | 5-6       | 2017     |
| Yoon Soo-hyuk            | Lee Suk-han                    | -                              | 5-6       | 2017     |
| Lee Seo-hwan             | Jo Suk-hwan                    | -                              | 3-4       | 2017     |
| Yoo Jung-ho              | Jo Suk-hwan                    | -                              | 3-4       | 2017     |
| Yoon Byung-hee           | Kang Won-young                 | -                              | 3-4       | 2017     |
| Park Geun-hyung          | Kwon Sang-ho                   | Comisionado en Jefe            | 3-4       | 2017     |
| Kim Hyun-bin             | -                              | Hijo de la Víctima de "Reaper" | 3-4       | 2017     |
| Im Hyung-joon            | Seo Jin-hwan                   | -                              | 3-4       | 2017     |
| New Sun (Choi Yun-seon)  | Choi Na-young                  | -                              | 1-2       | 2017     |
| Jang Dong-joo            | Park Jae-min                   | -                              | 1-2       | 2017     |
| Kim In-kwon              | In Sang-chul                   | -                              | 1-2       | 2017     |
| Yoo In-hyuk              | -                              | Oficial de Policía             | -         | 2017     |

### Antiguos personajes principales
| Actor           | Personaje | Ocupación         | Episodios | Duración | Estado | Causa                              |
| --------------- | --------- | ----------------- | --------- | -------- | ------ | ---------------------------------- |
| Kim Yeong-cheol | Baek San  | Jefe de la unidad | 20        | 2017     | Muerto | asesinado por el criminal "Reaper" |

### Antiguos personajes recurrentes
| Actor       | Personaje                    | Ocupación          | Episodios | Duración | Estado | Causa                              |
| ----------- | ---------------------------- | ------------------ | --------- | -------- | ------ | ---------------------------------- |
| Kim Won-hae | Kim Young-chul aka. "Reaper" | Asesino en Serie   | 2         | 2017     | Muerta | asesinado                          |
| Oh Yeon-soo | Seo Hye-won                  | Esposa de Ki-hyung | 3         | 2017     | Muerta | asesinada por el criminal "Reaper" |
| Sung Chan   | Choi Sang-hyun               | Agente SWAT        | 1         | 2017     | Muerto | murió durante una explosión        |

## Episodios
La primera temporada estuvo conformada por veinte episodios, los cuales fueron emitidos cada miércoles y jueves por medio de tvN.

## Producción
Originalmente la serie iba a ser dirigida por Yang Yoon-ho y Lee Jung-hyo, sin embargo Jung-hyo renunció al proyecto. El programa contó con el escritor Hong Seung-Hyun.
La serie también contó con el productor ejecutivo Jung Tae-won y con las compañías de producción "Taewon Entertainment" y "Studio Dragon" (bajo licencia de ABC Studios y Disney Media Distribution).
La primera lectura del guion fue realizada el 7 de abril del 2017, mientras que las grabaciones comenzaron el 17 de abril del mismo año.

## Premios y nominaciones
| Año  | Categoría         | Premio                   | Nominado    | Resultado |
| ---- | ----------------- | ------------------------ | ----------- | --------- |
| 2018 | Actor of the Year | 13th Annual Soompi Award | Lee Joon-gi | Ganó      |
| 2017 | Fabulous Award    | 2nd Asia Artist Award    | Lee Joon-gi | Ganó      |